# Vandy
Vandy település Franciaországban, Ardennes megyében. Lakosainak száma 200 fő (2022. január 1.). Vandy Ballay, Quatre-Champs, Bairon-et-ses-Environs és Vouziers községekkel határos.

## Népesség
A település népessége az elmúlt években az alábbi módon változott:
| Lakosok száma | 228  | 230  | 228  | 179  | 190  | 203  | 207  | 206  | 204  | 200  |
|               | 1968 | 1982 | 1990 | 2006 | 2013 | 2015 | 2017 | 2019 | 2020 | 2022 |